# 덕계초등학교 (경남)
덕계초등학교는 경상남도 양산시에 있는 공립 초등학교이다.

## 학교 연혁
- 1939.05.03 덕계간이학교 설립인가 (4년제)
- 1943.04.01 덕계보통학교 개교
- 1991.12.31 도지정 기초교육 우수학교
- 1993.10.12 도지정 체육교육 우수학교
- 1994.12.10 도지정 생활경제교육 우수학교
- 1996.03.01~ 교육부지정 인성교육 자율시범학교(2년간)
- 1996.09.01 평산초등학교 21학급 분리
- 1998.03.01~ 교육부지정 학교행정 선도 시범학교(2년간)
- 1999.09.01 천성초등학교 21학급 분리
- 2002.03.01 양산교육청지정 학교대화문화 연구시범학교
- 2005.03.01~ 도지정 월2회 주5일수업제 운영 시범학교(1년간)
- 2005.12.20 전국100대 교육과정(특색교육분야) 최우수학교 선정
- 2006.03.01~ 흡연예방, 금연교육 솔선수범학교(1년간)
- 2006.12.20 전국100대 교육과정(주5일수업제 교육과정분야)우수학교 선정
- 2007.03.01~ 도지정 학교도서관운영 자율 시범학교 (2년간)
- 2008.12.31 전국100대 교육과정(도서관운영분야) 우수학교 선정
- 2009.02.19 제61회 졸업식(졸업생 155명, 총 5251명)
- 2009.03.01 30(1)학급 편성
- 2010.02.20 제62회 졸업식(졸업생 165명, 총 5406명)
- 2010.03.01 32(2)학급 편성
- 2010.03.17 학력 향상 우수학교 경상남도 교육감 표창
- 2011.02.19 제63회 졸업식(졸업생 144명, 총 5570명)
- 2011.03.01 32(2)학급 편성
- 2011.09.01 제26대 신문옥 교장 부임
- 2012.02.15 제64회 졸업식(졸업생 144명, 총 5714명)
- 2012.03.01 33(2)학급 편성
- 2012.10.28 전국 학생 오케스트라 우수 운영학교 선정(교육과학기술부 장관 표창 및 특별상 수상)
- 2013.02.15 제65회 졸업식(153명 졸업, 총 5,867명)
- 2013.03.01 32(2)학급 편성
- 2014.02.19 제66회 졸업식(139명 졸업, 총 6,006명)
- 2014.03.01 32(2)학급 편성
- 2015.02.13 제67회 졸업식(107명 졸업 총 6,113명)
- 2015.03.01 29(2)학급 편성

## 참고 자료
- 덕계초등학교 - 한국교육학술정보원 학교알리미